# Àcid orgànic

Estructura general dels àcids orgànics. D'esquerra a dreta: fenol, enol, alcohol i tiol. L'hidrogen acídic de cada molècula és de color roig.

Un àcid orgànic és un compost químic orgànic amb propietats d'un àcid. L'àcid orgànic més comú és l'àcid carboxílic, l'acidesa del qual està associada al grup carboxílic -COOH. Els àcids sulfònics que tenen el grup -SO₂OH, són àcids relativament forts. L'estabilitat relativa de la base conjugada de l'àcid en determina l'acidesa. Altres grups que poden conferir acidesa, normalment dèbil són: el grup hidroxil OH, grup -SH, grup enol i el grup fenol.
Altres exemples d'àcids orgànics són:
- àcid làctic
- àcid acètic
- àcid fòrmic
- àcid cítric
- àcid oxàlic

## Aplicacions
Els àcids orgànics simples com l'àcid fòrmic i l'acètic s'utilitzen en tractaments dels pous de petroli o de gas, ja que són menys reactius amb els metalls que àcids com el clorhídric (HCl).
Les bases conjugades d'àcids orgànics com el citrat i el lactat es fan servir en biologia com a solució tampó.
Els àcids cítric i oxàlic serveixen per treure el rovellat (òxid) sense espatllar el metall com ho farien àcids minerals més forts. En la seva forma dissociada poden quelatar els ions metàl·lics fent la neteja del rovellat més ràpida.
En alimentació contribueixen a preservar els aliments de l'acció bacteriana. Els àcids orgànics en la forma no dissociada (no ionitzada) poden penetrar en la membrana cel·lular dels bacteris i interrompre la seva fisiologia normal (només en bacteris sensibles al pH) com són E. coli, Salmonella spp i altres.
L'àcid làctic i les seves sals lactat sòdic i lactat potàssic es fan servir àmpliament com antimicrobians en productes alimentaris, especialment carn, carn d'aviram, en pernils i salsitxes.
També es fan servir com a additiu en alimentació animal.
Els sistemes biològics creen àcids orgànics molt complexos.